# Société des Ateliers d'Aviation Louis Breguet

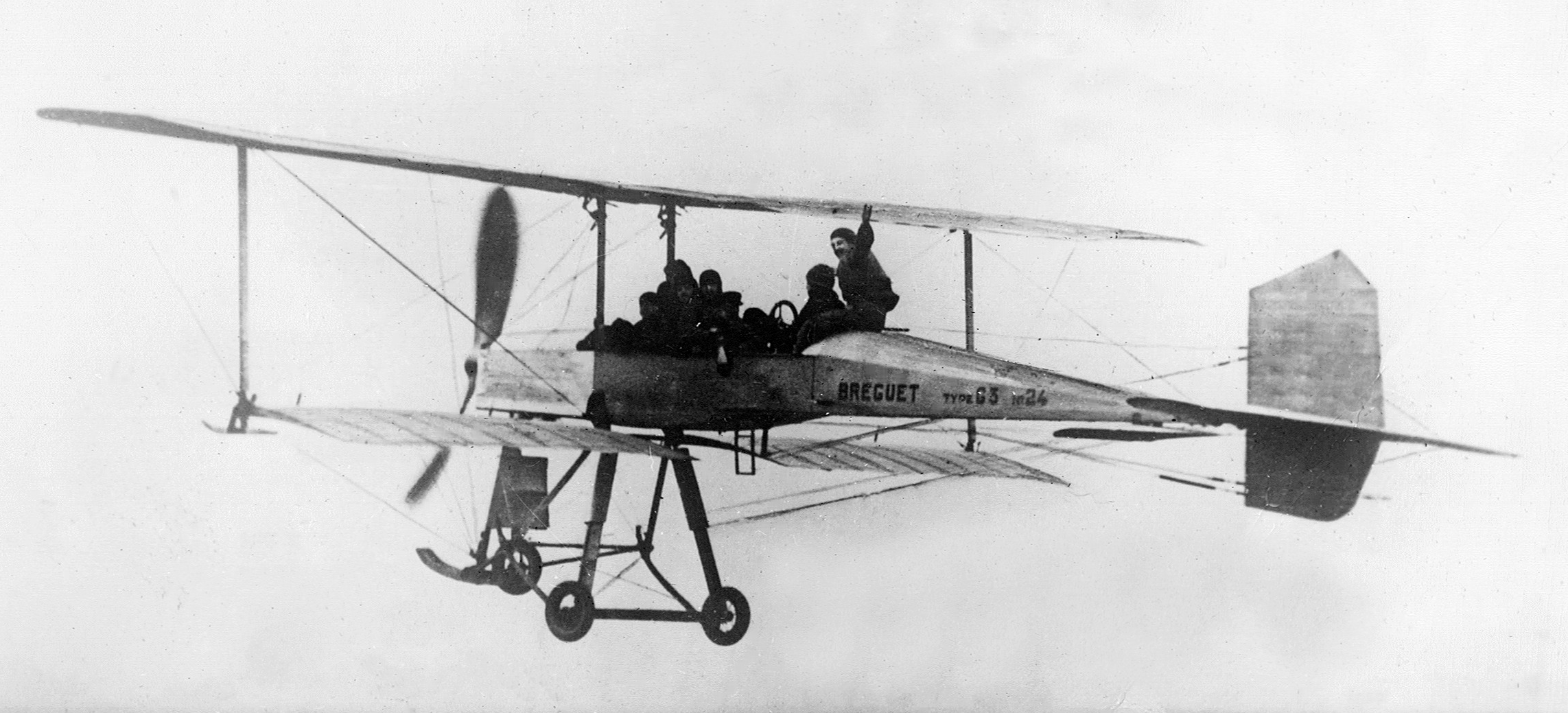
Louis Breguet met passagiers in zijn vliegtuigje boven het vliegveld van Douai in 1911

De Société des Ateliers d'Aviation Louis Breguet was een Franse fabrikant van vliegtuigen, opgericht in 1908 door de Franse luchtvaartpionier Louis Charles Breguet.
In 1971 fuseerde het bedrijf met de eveneens Franse vliegtuigenfabrikant Société des Avions Marcel Dassault onder de naam Avions Marcel Dassault-Breguet Aviation (AMD-BA). In 1990 werd de naam AMD-BA gewijzigd in Dassault Aviation.